# Tsjechische kampioenschappen schaatsen allround
De Tsjechische kampioenschappen schaatsen allround is een onregelmatig verreden schaatstoernooi. Het kampioenschap wordt afhankelijk van de beschikbaarheid van (natuur)ijs gehouden en zo gaan er soms jaren voorbij tussen de edities. Op 2 januari 2009 was de laatste editie, er streden toen elf Tsjechische mannen en vijf vrouwen op de outdoor ijsbaan in Hlinka om de titel.

## Mannen
| Seizoen   | Datum                | Plaats              | Goud                  | Zilver            | Brons              | Aantal afstanden                                |
| --------- | -------------------- | ------------------- | --------------------- | ----------------- | ------------------ | ----------------------------------------------- |
| 1934      | 3-4 februari 1934    | Warschau            | Jiri Solovjev         | Jaromir Turnovský | Kamil Vinnicki     | grote vierkamp (500, 5000, 1500 en 10000 meter) |
| 1964-1965 | 13-14 februari 1965  | Svratka             | Oldrich Teplý         | Jirí Schöppe      | Bohumil Jauris     | grote vierkamp (500, 5000, 1500 en 10000 meter) |
| 2000-2001 | 20-21 januari 2001   | Svratka             | Miroslav Vtípil       | David Kramár      |                    | kleine vierkamp (500, 3000, 1500 en 5000 meter) |
| 2007-2008 | 29 december 2007     | Svratka             | Zdeněk Haselberger    | Pavel Kulma       | Marian Cienciala   | kleine driekamp (500, 1500 en 3000 meter)       |
| 2008-2009 | 2 januari 2009       | Hlinka              | Milan Sáblík          | Pavel Kulma       | Zdeněk Haselberger | kleine tweekamp (500 en 3000 meter)             |
| 2019/2020 | 28-29 september 2019 | Tomaszów Mazowiecki | Sebastien Briešťanský |                   |                    |                                                 |

## Vrouwen
| Seizoen   | Datum                | Plaats              | Goud                     | Zilver            | Brons            | Aantal afstanden                             |
| --------- | -------------------- | ------------------- | ------------------------ | ----------------- | ---------------- | -------------------------------------------- |
| 1934      | 3-4 februari 1934    | Warschau            | Martina Bergrová         |                   |                  | minivierkamp (500, 1500, 1000 en 3000 meter) |
| 1964-1965 | 13-14 februari 1965  | Svratka             | Jarmila Štastná-Königová | Vera Procházková  | Eva Czerna       | minivierkamp (500, 1500, 1000 en 3000 meter) |
| 2007-2008 | 29 december 2007     | Svratka             | Martina Sáblíková        | Andrea Jirků      | Kateřina Novotná | kleine driekamp (500, 1500 en 3000 meter)    |
| 2008-2009 | 2 januari 2009       | Hlinka              | Martina Sáblíková        | Andrea Jirků      | Kateřina Novotná | kleine tweekamp (500 en 3000 meter)          |
| 2019/2020 | 28-29 september 2019 | Tomaszów Mazowiecki | Martina Sáblíková        | Nikola Zdráhalová |                  |                                              |

 Argentinië · 
 België · 
 Bohemen · 
 Canada · 
 China · 
 DDR · 
 Duitsland (mannen) - (vrouwen) · 
 Estland · 
 Finland · 
 Frankrijk · 
 Hongarije · 
 IJsland · 
 Italië · 
 Japan · 
 Kazachstan · 
 Mongolië · 
 Nederland (mannen) - (vrouwen) · 
 Nieuw-Zeeland ·
 Noorwegen (mannen) - (vrouwen) · 
 Oekraïne · 
 Oostenrijk · 
 Polen · 
 Roemenië · 
 Rusland · 
 Tsjechië · 
 Verenigde Staten · 
 Wit-Rusland · 
 Zuid-Korea · 
 Zweden · 
 Zwitserland